# Kapela sv. Ivana Krstitelja (Pokupsko)
Kapela sv. Ivana Krstitelja je rimokatolička građevina u mjestu Lukinić Brdo, općina Pokupsko.

## Opis
Drvena kapela je smještena na groblju iznad sela. Sagradila ju je 1908/1909. godine tesarska družina Mate i Jure Jankovića iz Čičke Poljane na mjestu starije kapele. Riječ je o jednobrodnoj građevini s peterostranim zaključkom i koritastim svodom ravnoga tjemena nad lađom. Ispred pročelja je trijem, plitko predvorje pod strehom zabata koje počiva na drvenim gredama u širini lađe, podupirući gredu s drvenim zvonikom nad pročeljem. Nad stupovima što podupiru trijem izveden je ukrasni drvorezbareni friz na proboj.

## Zaštita
Pod oznakom Z-6231 zavedena je kao nepokretno kulturno dobro - pojedinačno, pravna statusa zaštićena kulturnog dobra, klasificirano kao "sakralna graditeljska baština".